# Juan Nuix
Juan Nuix y Perpiñá (Torà o Cervera, Lérida, 1740 – Ferrara, Italia, 1783) fue un historiador y americanista jesuita, miembro de la Escuela Universalista Española del siglo XVIII. Escribió en lenguas española, italiana y latina. 

## Biografía y obras principales
Ingresado en la Compañía de Jesús en 1754, Juan Nuix estudió Retórica, Filosofía y Teología en Gerona. Tras la Expulsión de los jesuitas de los territorios del Imperio español se estableció en Ferrara, ciudad en la que permaneció hasta su prematura muerte, en 1783. Allí empezó a dedicarse al estudio de las Ciencias Exactas y Económicas. 
La obra principal de Juan Nuix, escrita originalmente en italiano, son las Riflessioni imparziali sopra l’umanità degli spagnoli nell’Indie, contro i pretesi filosofi e politici, per servire di lume alle storie dei signori Raynal y Roberston (Venecia, 1780), traducida en 1782 por Pedro de Varela Ulloa y, al año siguiente, por su hermano Jose Nuix. En ella se plantea una defensa y apología de la Conquista contra las tesis antiespañolas formuladas mayormente por filósofos y eruditos ingleses y franceses, y ello a través de una atenta crítica de las fuentes, sobre todo de la Brevísima relación de la destrucción de las Indias de Bartolomé de Las Casas. Como recuerda el historiador argentino Rómulo D. Carbia, "Nuix abordó la realización de un empeño que por entonces se imponía, desde que no resultaba lógico que se sindicase de exagerado cuanto afirmaba Las Casas, sin ofrecer una demostración de la realidad de lo que se sostenía" . La supuesta imparcialidad de las Reflexiones de Nuix, como él mismo declara en el Prólogo, se debe a su origen catalán (la Corona de Aragón no participó en la Conquista). Su defensa se estructura en cinco disertaciones:
- Las crueldades que se atribuyen a los españoles en la conquista de América o son falsas o han sido abultadas por testigos sin calidad para ser tales.
- Los atentados contra la libertad y los bienes de los aborígenes, ejercidos aquí por los peninsulares, son calumnias sin fundamento.
- Las violencias, si las hubo, de las que habrían echado mano los conquistadores, ni fueron tan graves, ni distintas, en todo caso, de las que otras naciones ejecutaron al realizar empresas semejantes a las acometidas por los oriundos de España.
- Todos los excesos advertidos en la conquista del Nuevo Mundo fueron acciones privadas que los monarcas condenaron y reprimieron.
- Los males de cualquier naturaleza que los españoles pudieron producir en América, resultaron compensados con creces con los beneficios que reportó su acción civilizadora.

No se conocen otras obras publicadas de Nuix. En su Biblioteca jesuítico-española, Lorenzo Hervás cita dos títulos de carácter filológico-literario, fruto de la exquisita preparación humanista del americanista catalán:  la Risposta ad una satira dell’accaduto in Parnasso, &c. (Ferrara, 1782) y el Specimen veteris romanae litteraturae (Ferrara, 1783).

## Obras
- Riflessioni imparziali sopra l’umanità degli spagnoli nell’Indie contro i pretesi filosofi e politici per servire di lume alle Storie de’ Signori Raynal e Robertson, de Giovanni Nuix, Venecia, Pasquali, 1780.
- Reflexiones imparciales sobre la humanidad de los españoles en las Indias contra los pretendidos filósofos y políticos, para ilustrar las historias de MM. Raynal y Robertson. Escritas en italiano por el abate don Juan Nuix y traducidas con algunas notas por D. Pedro Varela y Ulloa, Madrid, Imprenta de J. Ibarra, 1782. (Facs.: Valencia, Librerías París-Valencia, 2001; Mairena de Aljarafe [Sevilla], Extramuros, 2006).
- Reflexiones imparciales sobre la humanidad de los españoles en las Indias contra los pretendidos filósofos y políticos, para servir de luz a la historia de los señores Raynal y Robertson, de don Juan de Nuix Perpiñá. Añadidas por el mismo autor y traducidas del idioma italiano al español por su hermano don José Nuix, Cervera, Imprenta de la Universidad, 1783.
- La humanidad de los españoles en las Indias, ed. de C. Pérez Bustamante, Madrid, Atlas, 1944, 2 vols.
- Risposta ad una satira dell’accaduto in Parnasso, &c., Ferrara, 1782.
- Specimen veteris romanae litteraturae, Ferrara, 1783.